# Pustynnienie

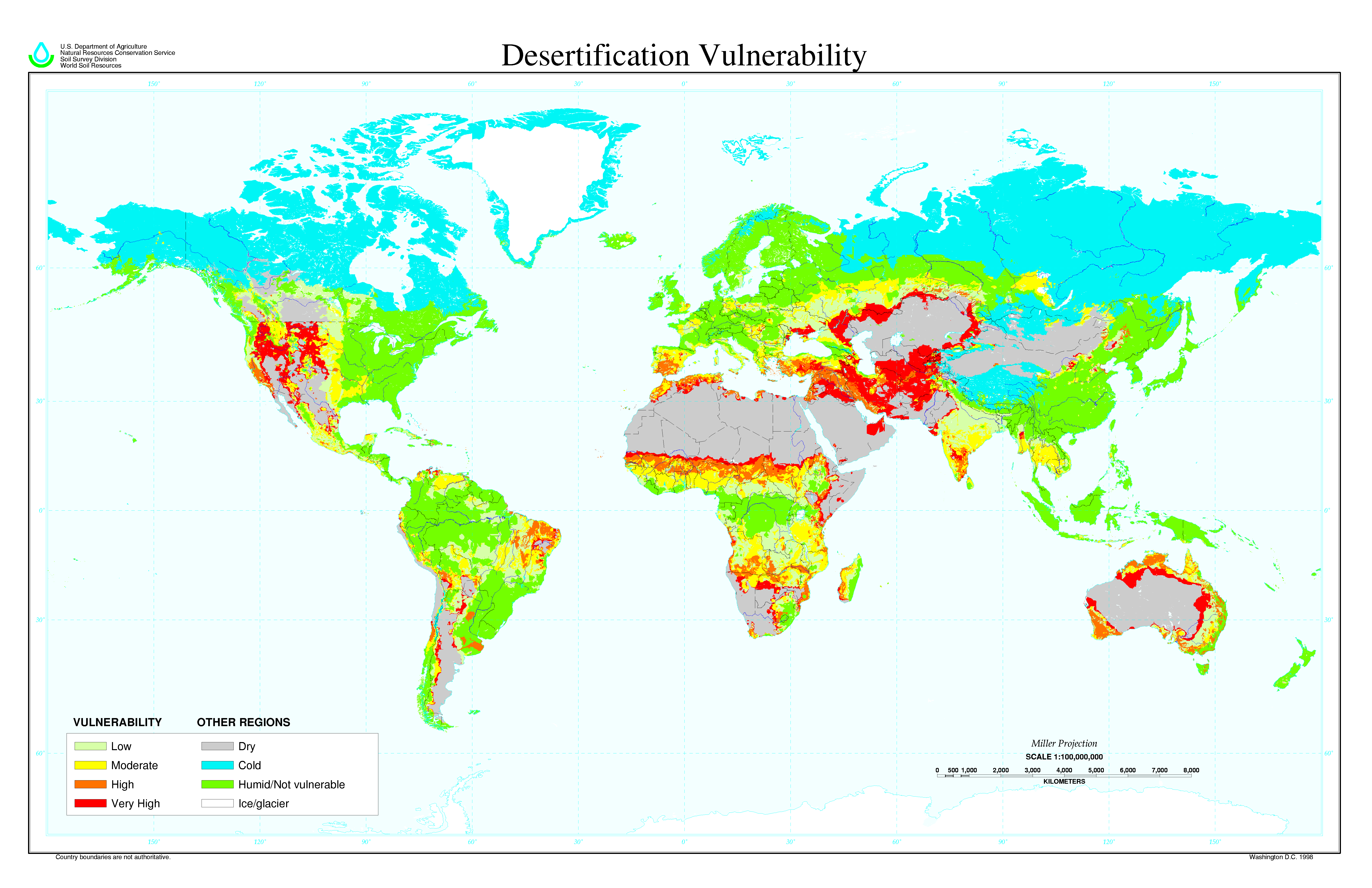
Stopień zagrożenia pustynnieniem.

Pustynnienie – proces poszerzania się pustyń na obszarach, gdzie nie zaobserwowano w czasach historycznych pustyń.
Pustynie pochłaniają prawie 6 mln hektarów ziemi rocznie, w 60 krajach zamieszkanych przez około miliard ludzi. Najbardziej dotknięte procesem pustynnienia są kraje rozwijające się, ale zagrożone są także kraje uprzemysłowione, gdzie intensywne stosowanie pestycydów, nawozów oraz intensywna melioracja prowadzą do wypłukania gleby. Inne przyczyny pustynnienia to: degradacja lasów, degradacja drzew na sawannie, zaorywanie stepów, nadmierny wypas bydła, zmiana kierunku biegu rzek, górnictwo, porzucanie tradycyjnych technik uprawy na rzecz rolnictwa towarowego.

## Sposoby eliminacji pustynnienia
- zakaz wycinania drzew
- zalesianie
- nawadnianie
- ograniczenie wypasu bydła (lub zmiana sposobów wypasu[3][4])
- sadzenie roślinności w dolinach rzek okresowych
- tworzenie pomiędzy polami pasów drzew i krzewów
- zmniejszenie zużycia wody

## Skutki pustynnienia gruntów
- zwiększenie powierzchni pustynnych i półpustynnych, co prowadzi do zmniejszenia powierzchni gruntów możliwych do wykorzystania rolniczego, a to skutkuje ograniczeniem możliwości produkcji rolnej;
- przyspieszona erozja gleb, co prowadzi do obniżenia żyzności gleb i zmniejszenia jej produktywności;
- występowanie burz pyłowych;
- wzrost zasolenia gleb (np. rejon Jeziora Aralskiego, suche stepy południowego Kazachstanu, Wyżyna Irańska);
- niszczenie ekosystemów – naturalnej pokrywy roślinnej i siedlisk wielu zwierząt;
- emisja dwutlenku węgla do atmosfery poprzez uwalnianie substancji odżywczych z gleby.